# ألفريدو هرنانديز (لاعب كرة قدم)
ألفريدو هرنانديز (بالإسبانية: Alfredo Hernández)‏ هو لاعب كرة قدم مكسيكي، ولد في 12 يناير 1951.

## وصلات خارجية
- ألفريدو هرنانديز (لاعب كرة قدم) على موقع قاعدة بيانات كرة القدم.إي يو (الإنجليزية)
- ألفريدو هرنانديز (لاعب كرة قدم) على موقع عالم كرة القدم.نت (الإنجليزية)
- ألفريدو هرنانديز (لاعب كرة قدم) على موقع اللجنة الأولمبية الدولية (الإنجليزية)
- ألفريدو هرنانديز (لاعب كرة قدم) على موقع أوليمبيديا (الإنجليزية)